# Andria (Terenzio)
Andria (in italiano La ragazza di Andro) è una commedia dell'autore latino Publio Terenzio Afro.
L'opera è una contaminazione di due opere di Menandro, l'Andria e la Perinthia. Fu rappresentata nel 166 a.C.

## Trama
Nell'Andria viene narrata la storia del vecchio Simone, il quale si è accordato con il vicino di casa Cremete perché i loro figli Panfilo e Filùmena si sposino. Panfilo ha però una relazione segreta con Glicerio, una fanciulla che tutti credono sorella dell'etera Criside, che attende da lui un figlio. Simone scopre la relazione del figlio solo in occasione del funerale di Criside e, profondamente irritato da questa "ribellione", gli comunica l'imminenza delle nozze con Filumena, nonostante Cremete abbia annullato l'accordo. Il 'giovane', però, è determinato a non tradire Glicerio e finge di accettare passivamente le nozze. La vicenda si complica: Cremete ha un ripensamento e concede il consenso. Gli equivoci sono chiariti dall'arrivo del vecchio Critone, amico della morta Criside, che riconosce in Glicerio la figlia che Cremete credeva morta in naufragio verso l'isola di Andro, Pasibula. La commedia si conclude con duplici nozze: Panfilo sposa Glicerio, e Carino, un amico di Panfilo, sposa Filumena.
Un'importante novità è rappresentata dal prologo dell'opera, nel quale il poeta, contrariamente alla consuetudine, non espone il contenuto ma si dedica alla critica e alla polemica letteraria. Recitano infatti i primi sette versi:
«Il poeta quando decise di scrivere, credeva che il suo compito fosse uno solo: che le sue commedie piacessero al pubblico. Ma si rende conto che le cose vanno molto diversamente; ed ecco che si impegna tutto a scriver prologhi, non per esporre la trama delle sue commedie, ma per rispondere alle maldicenze di un vecchio poeta maligno.» (trad. M. R. Posani)
Nei versi immediatamente successivi (8-21), così come nel prologo dell'Heautontimorumenos  (vv. 16-21), Terenzio si difende dall'accusa di plagio e contaminatio.